# Hulcombe Ridge
Hulcombe Ridge ist ein 2,5 km langer und felsiger Gebirgskamm im ostantarktischen Mac-Robertson-Land. In der Porthos Range der Prince Charles Mountains erstreckt er sich 5 km westlich des Wignall Peak in nord-südlicher Ausrichtung.
Luftaufnahmen der Australian National Antarctic Research Expeditions aus dem Jahr 1956 dienten seiner Kartierung. Das Antarctic Names Committee of Australia benannte ihn nach Geoffrey Charles Hulcombe (* 1930), Mechaniker für Dieselaggregate auf der Mawson-Station im Jahr 1962.